# Høyanger
Høyanger – norweskie miasto i gmina leżąca w regionie Sogn og Fjordane.
Høyanger jest 123. norweską gminą pod względem powierzchni.

## Demografia
Według danych z roku 2005 gminę zamieszkuje 4502 osób. Gęstość zaludnienia wynosi 4,96 os./km². Pod względem zaludnienia Høyanger zajmuje 215. miejsce wśród norweskich gmin.
| ludność stan na 1 stycznia 2005 |         |           |       |
|                                 | kobiety | mężczyźni | razem |
| osób                            | 2274    | 2228      | 4502  |
| %                               | 50,51%  | 49,49%    | 100%  |

| wykształcenie stan na 1 października 2004 |        |         |        |        |
|                                           | podst. | średnie | wyższe | niezn. |
| osób                                      | 772    | 2183    | 531    | 54     |
| %                                         | 21,81% | 61,67%  | 15%    | 1,53%  |

## Edukacja
Według danych z 1 października 2004:
- liczba szkół podstawowych (norw. grunnskolar): 6
- liczba uczniów szkół podst.: 621

## Władze gminy
Według danych na rok 2011 administratorem gminy (norw. rådmann) jest Arvid Lillehauge, natomiast burmistrzem (norw. ordfører, d. borgermester) jest Kjartan Longva.